# Wayne Smith (rugby à XV)
Pour les articles homonymes, voir Wayne Smith et Smith.

a Compétitions nationales et continentales officielles uniquement.

b Matchs officiels uniquement.
Dernière mise à jour le 3 décembre 2021.
Wayne Ross Smith, né le 19 avril 1957 à Putaruru, est un ancien joueur de rugby à XV néo-zélandais qui a joué 35 fois (dont 17 tests matchs) pour les All Blacks de 1980 à 1985. Il s’est reconverti comme entraîneur, étant responsable des Blacks en 2000-2001, puis est revenu en 2004 comme assistant de l’entraîneur en chef Graham Henry.

## Carrière de joueur
Originaire du Waikato, il a commencé sa carrière avec la province de Canterbury.
Il a disputé un premier test match contre l'Australie en juin 1980, puis a été arrêté pour blessure l’année suivante. Il disputa à nouveau trois test matchs contre les Wallabies en 1982, puis contre les Lions britanniques en 1983.
C’était un des spécialistes des « up and under », des longs et hauts tirs par-dessus la défense faits pour déborder la ligne de trois quart et mettre en difficulté l’arrière des adversaires.
En 1984, il fit partie de l’équipe des Blacks qui ont battu la France à deux reprises, puis disputa la tournée des Blacks en Australie.
Il a terminé sa carrière internationale de joueur avec une tournée en Argentine et un match nul en test match contre l'équipe d'Argentine.
Wayne Smith a fait la tournée interdite en Afrique du Sud en 1986, ce qui lui valut d’être suspendu pour deux test matchs. Par la suite il a joué en Italie puis a terminé sa carrière de joueur avec la province de Canterbury (69 capes).

## Carrière d'entraîneur
Pendant les saisons 1997-1999, Smith a entraîné l’équipe des Canterbury Crusaders dans le Super 12, son équipe remportant le titre en 1998 et 1999.
À la même époque il fut assistant de l’entraîneur des Blacks, John Hart, puis fut lui-même entraîneur en chef des Blacks en 2000 et jusqu'en octobre 2001. John Michell l’a remplacé en 2001, et Smith est parti en Angleterre pour entraîner les Northampton Saints.
Après deux saisons en Angleterre, il a rejoint l’encadrement des Blacks en 2004 comme assistant de l'entraîneur en chef, Graham Henry.
En 2012, il quitte la sélection et devient l'assistant de l'entraîneur en chef des Chiefs, Dave Rennie. Il fait son retour en tant qu'entraîneur adjoint chargé de la défense des Blacks en 2015, avant la Coupe du monde 2015. Il reste à ce poste jusqu'à la fin du Rugby Championship 2017.
Depuis avril 2018, il est directeur du rugby du club japonais des Kobelco Steelers.

## Palmarès de joueur
- Nombre de tests avec les Blacks :  17
- Autres matchs avec les Blacks : 18
- Nombre total de matchs avec les Blacks : 35
- Première cape : 31 mai 1980
- Dernière cape : 2 novembre 1985
- Matchs avec les Blacks par année : 6 en 1980, 3 en 1982, 7 en 1983, 12 en 1984, 7 en 1985

## Palmarès d'entraîneur
- Trophée Dave Gallaher en 2000 et 2001

### Bilan avec les All Blacks
| Année | Sélection        | Tournoi     | Poste              | Classement IRB à la fin de l'année | Tournoi                  | Coupe du Monde             |
| ----- | ---------------- | ----------- | ------------------ | ---------------------------------- | ------------------------ | -------------------------- |
| 2000  | Nouvelle-Zélande | Tri-nations | Sélectionneur      | -                                  | 2e                       | -                          |
| 2001  | Nouvelle-Zélande | Tri-nations | Sélectionneur      | -                                  | 2e                       | -                          |
| 2004  | Nouvelle-Zélande | Tri-nations | Adjoint (Arrières) | 1er                                | 3e                       | -                          |
| 2005  | Nouvelle-Zélande | Tri-nations | Adjoint (Arrières) | 1er                                | Vainqueur                | -                          |
| 2006  | Nouvelle-Zélande | Tri-nations | Adjoint (Arrières) | 1er                                | Vainqueur                | -                          |
| 2007  | Nouvelle-Zélande | Tri-nations | Adjoint (Arrières) | 2e                                 | Vainqueur                | Éliminé en quart-de-finale |
| 2008  | Nouvelle-Zélande | Tri-nations | Adjoint (Arrières) | 1er                                | Vainqueur                | -                          |
| 2009  | Nouvelle-Zélande | Tri-nations | Adjoint (Arrières) | 1er                                | 2e                       | -                          |
| 2010  | Nouvelle-Zélande | Tri-nations | Adjoint (Arrières) | 1er                                | Vainqueur (Grand Chelem) | -                          |
| 2011  | Nouvelle-Zélande | Tri-nations | Adjoint (Arrières) | 1er                                | 2e                       | Champion du monde          |